# Sellá
Sellá är en ort i Grekland.   Den ligger i prefekturen Nomós Evrytanías och regionen Grekiska fastlandet, i den centrala delen av landet, 200 km nordväst om huvudstaden Aten. Sellá ligger 1 000 meter över havet och antalet invånare är 101.
Terrängen runt Sellá är bergig åt sydväst, men åt nordost är den kuperad. Runt Sellá är det glesbefolkat, med 10 invånare per kvadratkilometer. Närmaste större samhälle är Karpenísi, 10,1 km nordost om Sellá. I omgivningarna runt Sellá växer i huvudsak blandskog.